# Bresse-sur-Grosne
Bresse-sur-Grosne település Franciaországban, Saône-et-Loire megyében. Lakosainak száma 185 fő (2022. január 1.). Bresse-sur-Grosne La Chapelle-de-Bragny, Bissy-sous-Uxelles, Champagny-sous-Uxelles, Étrigny, Malay és Sercy községekkel határos.

## Népesség
A település népességének változása:
| Lakosok száma | 189  | 188  | 198  | 186  | 185  | 185  | 186  | 186  | 185  |
|               | 2013 | 2015 | 2016 | 2017 | 2018 | 2019 | 2020 | 2021 | 2022 |